# Dragon azur

Le dragon azur du drapeau national chinois pendant la dynastie Qing (1889-1912).

Le dragon azur de l'Est (chinois simplifié : 东方青龙 ; chinois traditionnel : 東方青龍 ; pinyin : dōngfāng qīnglóng, 青, qīng, étant entre le vert et le bleu en chinois, et bleu en japonais, traduit en coréen par : ceong.ryong Hangeul 청룡 (hanja : 靑龍) japonais par Seiryū (青竜, « dragon bleu ») et en vietnamien par Thanh Long (tiếng Hán : 青龍) ) est l'un des quatre animaux totems des orients et du zodiaque chinois. Il est associé à l'Est, au printemps et au bois. Le nom de ce dragon est généralement traduit en japonais par Seiryū (青竜, « dragon bleu »).

## Loges lunaires
Sept loges lunaires sont associées au dragon azur. Ceci est explicitement traduit dans le nom de six d'entre elles, qui décrivent des parties du corps de l'animal, de la corne à la queue :
| Article | Chinois       | Coréen                | Japonais                                            | Vietnamien                 | Description                                                     |
| ------- | ------------- | --------------------- | --------------------------------------------------- | -------------------------- | --------------------------------------------------------------- |
| Jiao    | 角宿, jiǎoxiù | Gagsu / 각수 / 角宿   | Kakushū / kakushuku (角宿) / Suboshi (?星)          | Sao Giác ou Giác Tú (角宿) | Constellation de la corne, α Virginis (Spica)                   |
| Kang    | 亢宿, kàngxiù | Hangsu / 항수 / 亢宿  | Kōshū / kōshuku (亢宿) / Amiboshi (網星)            | Sao Cang                   | Constellation du cou, la Vierge                                 |
| Di      | 氐宿, dǐxiù   | Jeosu / 저수 / 氐宿   | Teishū / teishuku (氐宿 / テイ宿) / Tomoboshi (?星) | ?                          | Constellation des pattes avant, les racines, la Balance         |
| Fang    | 房宿, fángxiù | Bangsu / 방수) / 房宿 | Bōshū / bōshuku (房宿) / Soiboshi (添星)            | ?                          | Constellation de la poitrine, le gland, la Balance              |
| Xin     | 心宿, xīnxiù  | Simsu / 심수 / 心宿   | Shinshū / shishuku (心宿) / Nakagoboshi (中子星)    | ?                          | Constellation du cœur, α Scorpii (Antares)                      |
| Wei     | 尾宿, wěixiù  | Misu / 미수 / 尾宿    | Bishū / bishuku (尾宿) / Ashitareboshi (足垂れ星)   | ?                          | Constellation de la queue, Scorpion                             |
| Ji      | 箕宿, jīxiù   | Gisu / 기수 / 箕宿    | Kishū / kishuku (箕宿) / Miboshi (?星)              | ?                          | Constellation de la corbeille d'osier, le panier, le Sagittaire |

Le nom du dernier astérisme est déconnecté du dragon azur. Il se réfère à la représentation de la ville céleste, le Tianshi (天市, Tiānshì).